# Wadi al-Hitan

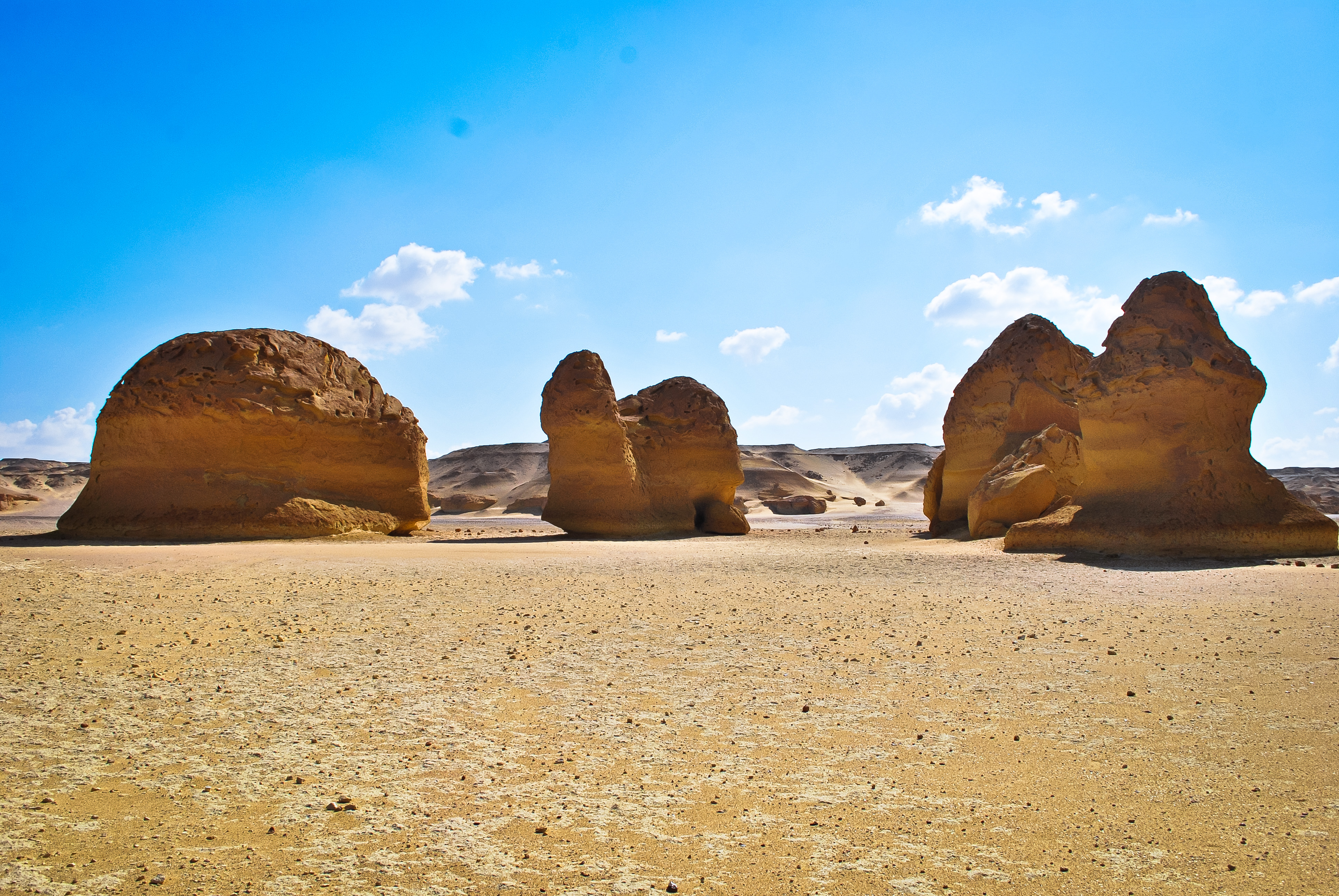
Formacje skalne w dolinie Wadi al-Hitan

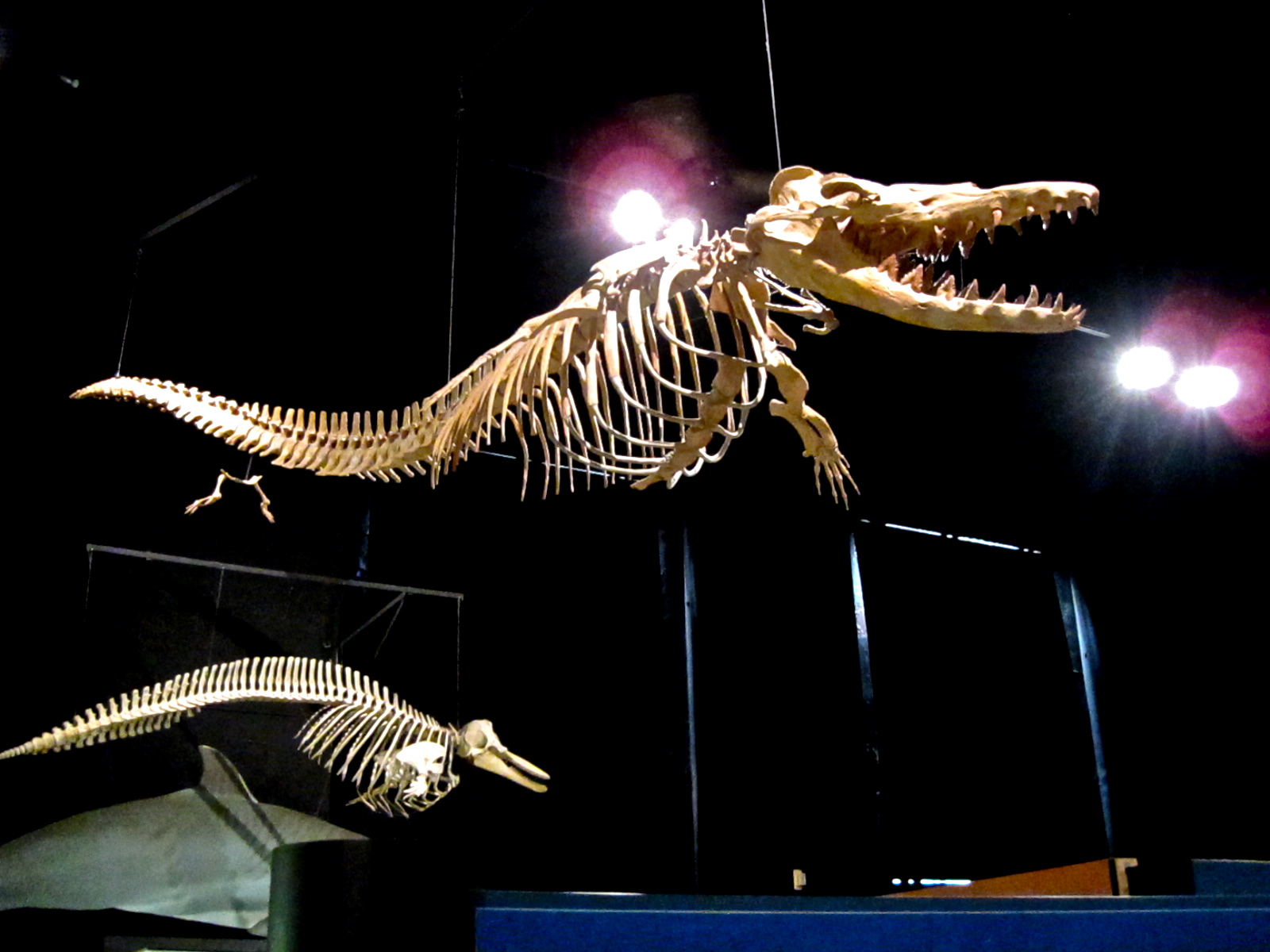
Szkielet przedstawiciela Dorudon atrox, Muzeum Skamieniałości Wadi al-Hitan i Zmian Klimatycznych

Skamieniała przednia kończyna dorudona

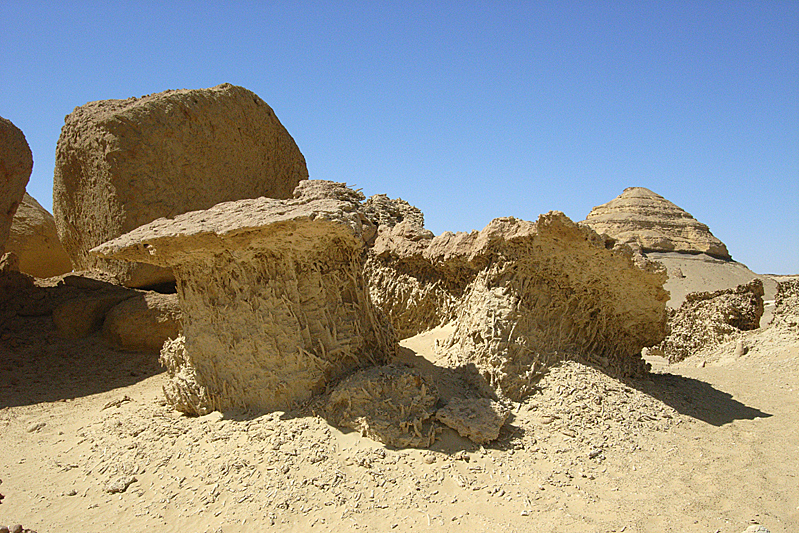
Skamieniałe szczątki lasów namorzynowych z eocenu

Wadi al-Hitan (arab. وادي الحيتان, Wādī al-Ḥītān, dosł. dolina wielorybów) – wadi na Pustyni Zachodniej w północno-zachodnim Egipcie, w muhafazie Fajum, około 70 kilometrów na południowy zachód od oazy Fajum.
Dolina obfituje w skamieniałości wymarłych zwierząt morskich, przede wszystkim prawaleni – znajduje się tu ponad 400 skamieniałych szkieletów, w tym wiele zachowanych w całości, które dokumentują etap ewolucji związany za zmianą środowiska życia z lądowego na morskie.
Dolina jest częścią utworzonego w 1989 roku obszaru chronionego Wadi ar-Rajjan. W 2005 roku dolinę wraz ze znaleziskami wpisano na listę światowego dziedzictwa UNESCO.

## Nazwa
Na początku XX w. dolina nazywana była Zeuglodon Valley od znalezionych tu szczątków rodzaju eoceńskiego prawalenia – bazylozaura, wówczas nazywanego zeuglodonem. Po przyjęciu nazwy bazylozaur, nazwa Zeuglodon Valley wyszła z użycia, spotykana jest jeszcze czasem w publikacjach popularnych.
W późnych latach 80. XX w., badający dolinę Philip Gingerich nadał jej nazwę Whale Valley (tłum. dolina wielorybów) z uwagi na znalezione to liczne skamieniałości wymarłych ssaków morskich. Jej arabskie tłumaczenie Wadi al-Hitan zostało wkrótce uznane przez władze egipskie za oficjalną nazwę doliny.

## Położenie
Wadi al-Hitan leży w północno-zachodnim Egipcie, około 150 km na zachód od Kairu i około 70 kilometrów na południowy zachód od oazy Fajum w muhafazie Fajum, w obrębie obszaru chronionego Wadi ar-Rajjan.

## Geografia
Dolina znajduje się na Pustyni Zachodniej. Góruje nad nią Karat Dżahannam (tłum. góra piekła). Krajobraz doliny obfituje w charakterystyczne formy skalne powstałe w wyniku erozji wiatrowej: wzgórza, bajeczne kominy oraz formy battich (dosł. arbuzy). Formy battich powstały w jeziorze Karun utworzonym 5000 lat temu po wylaniu Nilu, którego powierzchnia ulega systematycznemu zmniejszaniu. Punktem charakterystycznym doliny jest wzgórze Al-Achawat as-Salas (dosł. trzy siostry) z trzema szczytami.

### Klimat
Dolina leży w klimacie suchym – opady roczne nie przekraczają 10 mm i występują głównie w okresie zimowym, kiedy temperatury średnie wynoszą 13,7 °C i w ciągu doby mogą spadać do 1,2 °C. Lata są gorące i suche o średniej temperaturze 28,5 °C, przy czym temperatury dzienne dochodzą do 48,4 °C. Przeważają tu wiatry północne, nawiewając piasek i powodując erozję.

### Geologia
Geologicznie, Wadi al-Hitan znajduje się w obniżeniu Fajum uformowanym w jurze i ostatecznie ukształtowanym w procesie subsydencji zakończonym w późnym eocenie. Najstarsze skały z eocenu – bartonu lub priabonu – sprzed 40–41 milionów lat temu występują w formacji Dżahannam. Są to przede wszystkim białe wapienie i glina. Występuje w nich wiele skamieniałości kręgowców. Najmłodszą formacją w dolinie jest Kasr as-Sagha z późnego eocenu – górnego priabonu – sprzed 39 milionów lat temu. Występuje w nich wiele skamieniałości bezkręgowców.

#### Paleontologia
W dolinie odkryto ponad 400 skamieniałości wymarłych prawaleni, a także skamieniałości innych zwierząt, m.in. rekinów, ryb piłokształtnych, krokodyli, żółwi, płaszczek i brzegowców. Znajduje się tu największe na świecie nagromadzenie skamieniałych szczątków prawaleni z eocenu.
Odkryto tu cztery nowe gatunki prawaleni:
1. Basilosaurus isis (dawn. Zeuglodon isis) – odkryty przez Beadnella (1874–1944), opisany przez Andrewsa (1866–1924) w 1904 roku[6];
2. Dorudon atrox (dawn. Prozeuglodon atrox) – nazwany w 1906 roku przez Andrewsa na podstawie czaszki i dolnej szczęki odkrytej przez Beadnella[7];
3. Dorudon osiris (dawn. Zeuglodon osiris) – odkryty w 1894 roku przez Wilhelma Damesa (1843–1898), największy gatunek prawalenia na terenie Egiptu;
4. Ancalecetus simonsi – odkryty przez Gingericha w 1996 roku.

Skamieniałości prawaleni w Wadi al-Hitan, przede wszystkim kilka zachowanych w całości ich szkieletów, pozwoliły na ustalenie wielkości oraz proporcji ciała, w tym kończyn, przedstawicieli Basilosaurus i Dorudon. W 1989 roku zespół badaczy pod kierownictwem Gingericha odkrył, że zarówno Basilosaurus isis, jak i Dorudon atrox zachowały stopy z palcami. Skamieniałości w Wadi al-Hitan stanowią świadectwo etapu ewolucji w obliczu zmiany środowiska życia z lądowego na morskie.
W okresie eocenu, ok. 40 milionów lat temu, obszar doliny Wadi al-Hitan tworzył płytką zatokę Oceanu Tetydy przy ujściu paleorzeki Dżilf. Najprawdopodobniej, miejsce to było celem corocznych wędrówek samic prawaleni, by wydać tu na świat potomstwo. W Wadi al-Hitan występują również szczątki lasów namorzynowych porastających w eocenie południowe wybrzeże Oceanu Tetydy.

## Historia
Pierwsze opisy skamieniałości z regionu Fajum sporządził w 1845 roku A.B. Orlebar.
W 1884 roku oraz w 1886 roku niemiecki botanik Georg Schweinfurth (1836–1925) działający na terenie Egiptu i Sudanu od 1863 roku, badając tereny Kasr as-Sagha odkrył liczne skamieniałe szkielety wymarłych ssaków morskich, m.in. z rodzaju Zeuglodon z okresu eocenu. Podczas drugiej ekspedycji od Wadi al-Hitan dzieliło go kilka kilometrów, jednak do samej doliny nie dotarł z uwagi na problemy organizacyjne. Swoje doświadczenia opisał w artykule Reise in das Depressionsgebiet im Umkreise des Fajum im Januar 1886 opublikowanym w 1886 roku w Zeitschrift der Gesellschaft für Erdkunde zu Berlin. Zebrane przez Schweinfurtha skamieniałości zostały przekazane do Muzeum Historii Naturalnej przy Uniwersytecie Humboldtów w Berlinie, gdzie badał je Wilhelm Dames (1843–1898).
Kolejne wyprawy w regionie prowadzili badacze niemieccy Max Blanckenhorn (1861–1947), który sporządził m.in. opisy stratygraficzne formacji ze skamieniałościami prawaleni, Ernst Stromer von Reichenbach (1871–1952) oraz Eberhard Fraas (1862–1915), który współpracował z Richardem Markgrafem (1856–1916) – odkrywcą wielu gatunków wymarłych zwierząt.
Następnie okolice Fajum badał brytyjski geolog Hugh Beadnell (1874–1944) w celu sporządzenia ich szczegółowych map, który odkrył dolinę Wadi al-Hitan. Dokonał tu kilku przełomowych odkryć skamieniałości, m.in. znalazł fragment dolnej szczęki Zeuglodon isis (obecnie Basilosaurus isis) oraz czaszkę Prozeuglodon atrox (obecnie Dorudon atrox). Pomimo tych znalezisk, w dolinie nie prowadzono żadnych szczegółowych badań przez prawie 80 lat.
W 1907 roku amerykański paleontolog Henry Fairfield Osborn (1857–1935) z Amerykańskiego Muzeum Historii Naturalnej w Nowym Jorku przyjechał wraz z rodziną na tereny Kasr as-Sagha. Dolinę, gdzie Beadnell dokonał swoich odkryć, nazwał Zeuglodon Valley, jednak nie prowadził tu żadnych większych badań i szybko powrócił do Ameryki.
W 1947 roku dolinę odwiedził na krótko podczas wyprawy afrykańskiej Uniwersytetu Kalifornijskiego jej główny paleontolog – Robert H. Denison (1911–1985), któremu asystował Paul Deraniyagala. Deraniyagala opublikował w 1948 roku raport wyprawy, w którym wspomniał wypad do doliny, gdzie miało w promieniu 1–2 km od obozowiska odnotował dwadzieścia szkieletów (co Gingerich uznaje za prawdopodobne) i ocenił ich wiek na oligocen (co Gingerich podkreśla jest błędem). Deraniyagal wysunął również teorię, że takie nagromadzenie szkieletów świadczy o zbiorowym samobójstwie prawaleni 35 milionów lat temu (według Gingericha teoria ta wymaga lepszej dokumentacji znalezisk).
Kolejne prace w regionie prowadził w latach 60. XX w. amerykański paleozoolog Elwyn L. Simons (1930–2016), którego ekipa przeprowadziła dwie wyprawy do doliny. W 1983 roku do ekipy Simonsa dołączył amerykański paleontolog Philip D. Gingerich, który przez 10 lat przeprowadził szeroko-zakrojone badania Wadi al-Hitan. Zlokalizowano wówczas ok. 500 szkieletów (w tym szkieletów częściowych) prawaleni, z przewagą szczątków przedstawicieli Basilosaurus isis i Dorudon atrox. Odkryto tu także szkielety nowego gatunku – Ancalecetus simonsi.
W 1997 roku Wadi al-Hitan stał się częścią utworzonego w 1989 roku obszaru chronionego Wadi ar-Rajjan.
W 2004 roku międzynarodowy zespół z udziałem badaczy egipskich, m.in. Moustafy M. Foudy i amerykańskich, m.in. Gingericha przeprowadził kolejne prace, które przyczyniły się do lepszego udokumentowania doliny przed wpisaniem jej na listę światowego dziedzictwa UNESCO. Dolina wraz ze znaleziskami została wpisana na listę UNESCO w 2005 roku.

## Muzeum Skamieniałości Wadi al-Hitan i Zmian Klimatycznych
W 2016 roku w pobliżu doliny otwarto Muzeum Skamieniałości Wadi al-Hitan i Zmian Klimatycznych zbudowane przez rząd Egiptu ze wsparciem rządu Włoch oraz Programu Narodów Zjednoczonych ds. Rozwoju. W zbiorach muzeum znajduje się m.in. największy zachowany w całości szkielet Basilosaurus isis na świecie.